# Монастир Пантократор
Монастир Пантократор (грец. Μονή Παντοκράτορος) — грецький чоловічий православний монастир на Святій горі Афон, займає в святогірській ієрархії сьоме місце. Розташований на північно-східній стороні півострова Айон-Орос.
1746 року отець Паїсій Величковський заснував Іллінський скит, який до травня 1992 року входив до подвір'я Монастиря Пантократор, а потім відійшов до монастиря Ватопед.

## Історія
Монастир Пантократор заснований поряд із монастирем Ставронікіта близько 1363 року Іоанном Стратопедархом та Олексієм Прімікерієм. Їх монастир був побудований на руїнах давнішого монастиря, пограбованого піратами в роки франкської окупації, після захоплення Константинополя латинянами в 1204 році.
Головний храм, розташований всередині монастиря, датується 14 століттям і присвячений Преображенню Господньому. Через нестачу місця церква порівняно невелика, проте цілком традиційна для Афона і прикрашена майстрами школи монастиря Зографу. Фрески відреставровані у 1854 році художником Матвієм з міста Науса.
Трапезна обителі побудована в 1841 році. Монастир має вісім каплиць всередині власне монастиря, тобто оточені його стінами, а сім інших в околицях разом з багатьма скитами пустельників. найвідоміший скит носить ім'я пророка Іллі. 1773 року після пожежі монастир був майже цілком руйнівний. Ще одна нищівна пожежа сталась в 1948 році, проте і після неї монастир був відновлений.
Монастирю Пантократор належить Келія Святих Архангелів - Фалакрос, у січні 2023 року зборами старців монастиря офіційно передана в богослужбове користування ченцям з Православної Церкви України (ПЦУ).

## Реліквії
Монастирська бібліотека зберігає 350 рукописів стародавніх, літургійних сувоїв та близько 3 500 друкованих книг. Кілька томів рукописів були вкрадені в останні роки. Серед церковного одягу, предметів для церковних служб і святинь монастиря зберігається унікальну ікону Богородиці Геронтіси, покровительки монастиря, частки щита Святого великомученика Меркурія Кессарійського.